# 京都鉄道
京都鉄道（）は、1893年（明治26年）に設立された民営鉄道。現在の山陰本線のうち、嵯峨野線の区間に相当する路線を建設、運営した。社長は田中源太郎。

## 歴史
明治時代、日本海側の主要都市である舞鶴市までの鉄道敷設が課題となっていた。そこで田中源太郎、浜岡光哲らが発起人となり京都から舞鶴までの鉄路敷設を目的に会社が設立され、1895年（明治28年）に京都駅から綾部を経て、舞鶴に至る鉄道免許を受けた。
なお、舞鶴への鉄道敷設計画は京都鉄道のほか、阪鶴鉄道（大阪 - 福知山 - 舞鶴）、摂丹鉄道（大阪 - 園部 - 舞鶴）と競合しており、舞鶴への鉄道免許は熱心な設置運動の賜物であった。
断崖絶壁に線路を通し、トンネル8箇所、橋梁は50箇所を越える保津峡の難工事も苦心の末、1900年（明治33年）に京都 - 園部間が開業するが、園部以北へは資金難のため工事が遅々として進まず、政府は舞鶴鎮守府開庁に続き、京都から舞鶴へ通じる鉄道の建設は国策遂行上必須とし、1902年4月、未成部分の鉄道免許を取り消し、政府自らの手で京都から舞鶴へ通じる鉄道の建設を開始した。
京都鉄道は1906年（明治39年）公布の鉄道国有法により1907年（明治40年）に阪鶴鉄道とともに国に買収され、1910年（明治43年）に園部 - 綾部間の鉄道が開通した。
1904年に本社屋を兼ねて造られた二条駅の駅舎は日本最古の木造駅舎で、1996年の同駅の高架化に伴い梅小路蒸気機関車館に移築。資料展示館として利用された。2016年の京都鉄道博物館開業後は、ミュージアムショップとなっている。

## 沿革
- 1895年（明治28年）12月 設立[3]。京都から舞鶴までの鉄道敷設を目指した。
- 1897年（明治30年）
  - 2月15日 二条 - 嵯峨間開業。二条駅、嵯峨駅開設[4]。
  - 4月27日 大宮 - 二条間延伸開業。大宮駅、丹波口駅開設。
  - 11月16日 京都 - 大宮間延伸開業。鉄道作業局の京都駅乗り入れ。
- 1898年（明治31年）1月1日 花園駅開設[5]。
- 1899年（明治32年）
  - 8月1日 大宮駅閉鎖。
  - 8月15日 嵯峨 - 園部間延伸開業し全通。亀岡駅、八木駅、園部駅開設[6]。
- 1900年（明治33年）3月3日 鉄道敷設免許申請却下（二条-伏見間）[7]
- 1905年（明治38年）1月15日 大宮駅再開設[8]。
- 1907年（明治40年）8月1日 国有化。
- 1909年（明治43年）10月12日 国有鉄道線路名称制定「京都線」。

## 路線・駅一覧

京都鉄道・阪鶴鉄道路線図（1907年7月31日）

国有化直前の1907年7月31日現在の路線及び駅名を記する。
- 京都 - 園部（22.2M=35.73km）
京都駅 - 大宮駅 - 丹波口駅 - 二条駅 - 花園駅 - 嵯峨駅 - 亀岡駅 - 八木駅 - 園部駅

## 輸送・収支実績
| 年度 | 乗客（人） | 貨物量（トン） | 営業収入（円） | 営業費（円） | 益金（円） |
| ---- | ---------- | -------------- | -------------- | ------------ | ---------- |
| 1897 | 675,330    | 297            | 50,839         | 64,807       | ▲ 13,968   |
| 1898 | 913,339    | 29,267         | 67,144         | 34,877       | 32,267     |
| 1899 | 1,130,411  | 58,462         | 106,033        | 50,846       | 55,187     |
| 1900 | 1,463,831  | 98,747         | 212,494        | 77,041       | 135,453    |
| 1901 | 1,298,663  | 101,954        | 229,580        | 96,908       | 132,672    |
| 1902 | 1,289,762  | 114,895        | 241,078        | 111,389      | 129,689    |
| 1903 | 1,205,741  | 129,386        | 225,985        | 105,688      | 120,297    |
| 1904 | 945,169    | 105,222        | 175,551        | 87,490       | 88,061     |
| 1905 | 932,357    | 136,189        | 196,248        | 91,098       | 105,150    |
| 1906 | 1,077,539  | 160,662        | 230,650        | 119,481      | 111,169    |
| 1907 | 758,397    | 127,134        | 158,780        | 79,500       | 79,280     |

- 「国有及私設鉄道運輸延哩程累年表」「国有及私設鉄道営業収支累年表」『鉄道局年報』明治40年度（国立国会図書館デジタルコレクション）より

## 車両

### 蒸気機関車
形式3 (Nos. 1, 2)
1894年英ナスミス・ウィルソン社製・車軸配置0-6-0 (C) タンク機
2は1895年（開業前）に台湾総督府鉄道に譲渡と推定。1は国有化後1100形 (1111)
形式1 (Nos. 2 (II), 6, 7)
1898年、1903年英ナスミス・ウィルソン社製・車軸配置2-4-2 (1B1) タンク機→鉄道院600形 (643 - 645)
形式2 (No. 3)
1894年英ダブス社製・車軸配置2-4-2 (1B1) タンク機→鉄道院500形 (509) 官設鉄道から譲受?
形式4 (Nos. 4, 5)
1897年米ピッツバーグ社製・車軸配置4-4-0 (2B) テンダ機
1905年山陽鉄道に譲渡。国有化後5200形 (5200, 5201)

### 客車
すべて木製2軸車
- い1-5　5両　東京平岡工場製　定員22人　国有化後イ107-111（形式107） 一等車　形式図
- いろ1-4　4両　京都鉄道会社工場製　定員（一等12人、二等16人）　国有化後イロ299-302（形式274） 一二等車　形式図
- ろ1-6　6両　東京平岡工場製　定員32人　国有化後ロ622-627（形式503）二等車　形式図
- は1-37　37両　東京平岡工場製（1-27）、京都鉄道会社工場製（28-37）　定員50人　国有化後ハ1927-1963（形式1005）三等車　形式図
- はに1-4　4両　東京平岡工場製　定員50人　国有化後フハ3267-3270（形式3155）三等車（手用制動機附）　形式図
- ほに1-4　4両　東京平岡工場製　　国有化後ユニ3941-3944（形式3941）郵便手荷物緩急車　形式図
- リンク先は国立国会図書館デジタルコレクションの『客車略図 上巻』

### 貨車
- へ1 - 15 京都鉄道製  有蓋貨車 鉄道院ワ15063形（15063 - 15077）
- へ16 - 33 熱田車両製造所、京都鉄道製 有蓋貨車 鉄道院ワ15078形（15078 - 15095）
- へ34 - 47 東京車輌製造所製 有蓋貨車 鉄道院ワ15096形（15096 - 15109）
- へと1・2 京都鉄道製 有蓋緩急車 鉄道院ワフ4550形（4550・4551）
- へと3 - 4 東京車輌製造所製 有蓋緩急車 鉄道院ワフ4550形（4552 - 4553）
- ち1・2 京都鉄道製 鉄張有蓋貨車 鉄道院テハワ949形（949・950）
- ぬ1・2 京都鉄道製 家畜車 鉄道院カ583形（583・584）
- る1 - 5 京都鉄道製 無蓋貨車 鉄道院ト15842形（15842 - 15846）
- を1 - 26 京都鉄道製 無蓋貨車 鉄道院ト15816形（15816 - 15841）
- わ1 - 12 平岡工場製 土運車 鉄道院ツ3115形（3115 - 3126）
- か1・2 京都鉄道製 材木車 鉄道院チ554形（554・555）

『貨車略図』明治四十四年、鉄道院（復刻鉄道史資料保存会1990年）

### 車両数の推移
| 年度 | 機関車 | 客車 | 貨車 |
| ---- | ------ | ---- | ---- |
| 1897 | 4      | 50   | 60   |
| 1898 | 4      | 50   | 70   |
| 1899 | 5      | 60   | 70   |
| 1900 | 5      | 60   | 98   |
| 1901 | 5      | 60   | 100  |
| 1902 | 5      | 60   | 100  |
| 1903 | 6      | 60   | 100  |
| 1904 | 7      | 60   | 100  |
| 1905 | 5      | 60   | 100  |
| 1906 | 5      | 60   | 100  |

- 「私設鉄道現況累年表」『鉄道局年報』明治40年度（国立国会図書館デジタルコレクション）より

### もう１つの「京都鉄道」
京都府南桑田郡亀岡町～大阪府豊能郡東郷村、東郷村野間中～妙見山を結ぶ計画だった「亀能鉄道」（大正11年10月27日免許下付）と
京都府葛野郡桂村～南桑田郡亀岡町を結ぶ計画だった「京畿鉄道」（昭和2年12月26日延長免許下付）が、合併して「京都鉄道」を名乗っていた。
昭和10年11月14日鉄道起業廃止許可。
- 参照：各年の「官報」（国立国会図書館デジタルコレクション）